# Hamburger

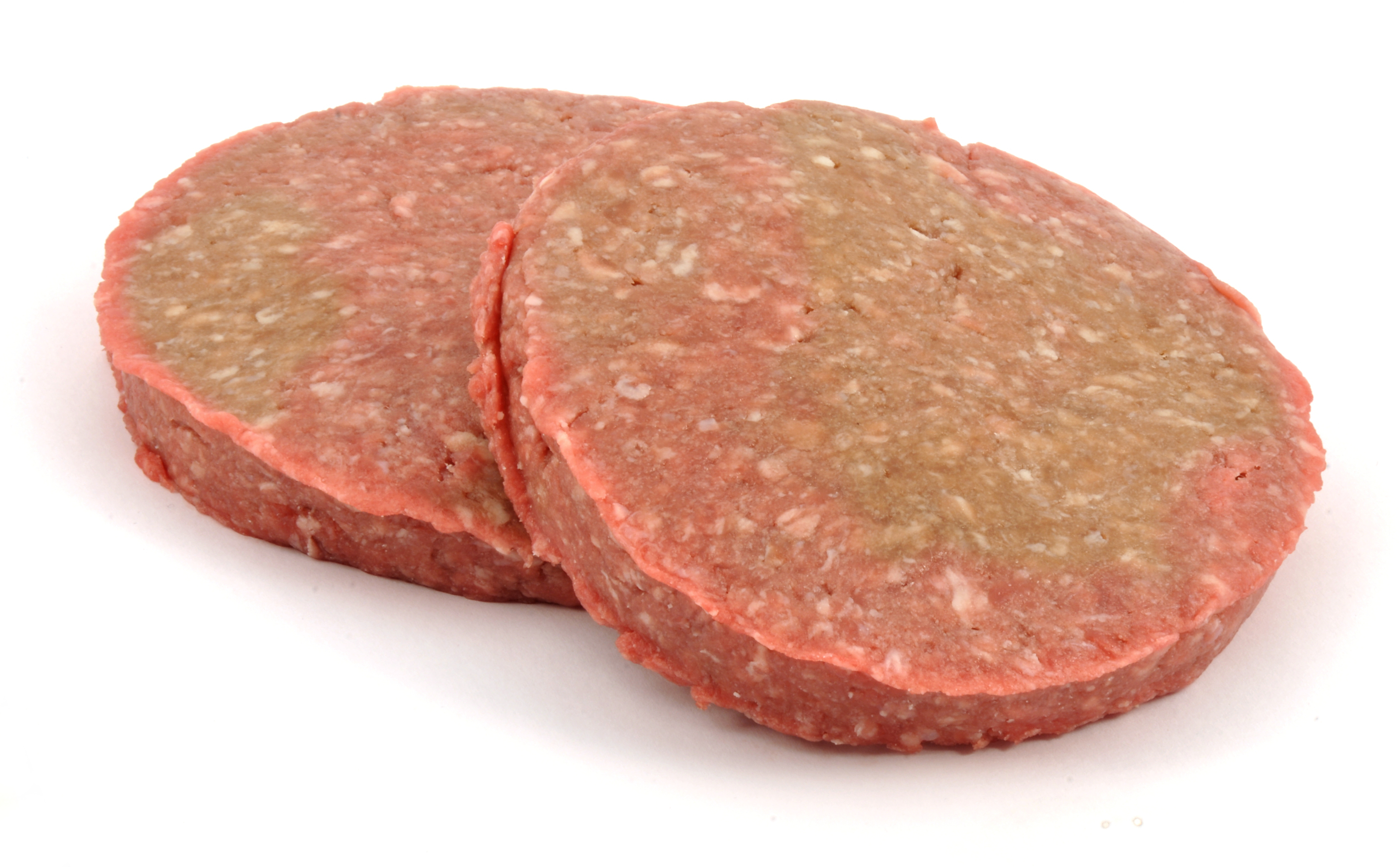
Due hamburger crudi

L'hamburger (lett. "amburghese", in italiano detto anche svizzera, o medaglione,) è una polpetta di carne macinata e pressata, solitamente bovina, cotta prevalentemente su piastra.
Col diffondersi delle catene internazionali di fast food, il termine è passato a identificare anche l'omonimo panino imbottito.

## Etimologia
La parola è frutto di un prestito linguistico fra tedesco e inglese, in tedesco infatti hamburger è il demotico di Amburgo. 

## Storia
Le polpette di carne bovina erano probabilmente comuni nella città e nel porto di Amburgo verso l'inizio del XIX secolo dove nel 1891 un cuoco tedesco di nome Otto Kuasw concepì una nuova tecnica di cucinare la salsiccia: Otto aveva deciso di levare la salsiccia dal suo budello per poi appiattirla, cuocerla nel burro e inserire la salsiccia appiattita tra due fette di pane, aggiungendo anche un uovo all'occhio di bue.
La ricetta fu portata a New York dai numerosi tedeschi immigrati negli Stati Uniti a partire dal 1894, la gran parte dei quali partiva dal porto di Amburgo, il maggior porto commerciale della Germania, e si diffuse con il nome di hamburger steak, ossia "bistecca amburghese".
La prima apparizione della ricetta in un menu americano viene fatta risalire al 1836, anche se il primo uso documentato del termine Hamburg steak risale al 1884. L'uso della variante hamburger appare per la prima volta nel 1889 su Walla Walla, quotidiano di Washington. Nel 1902 si ha traccia di una descrizione della Hamburg steak simile alla moderna concezione dell'hamburger. L'etimologia della parola italiana "svizzera", con il significato di polpetta di carne macinata e pressata, è probabilmente parallela a quella della parola inglese hamburger, anche in questo caso sta a indicare la provenienza della ricetta dall'area germanica nord-europea.

## Diffusione mondiale

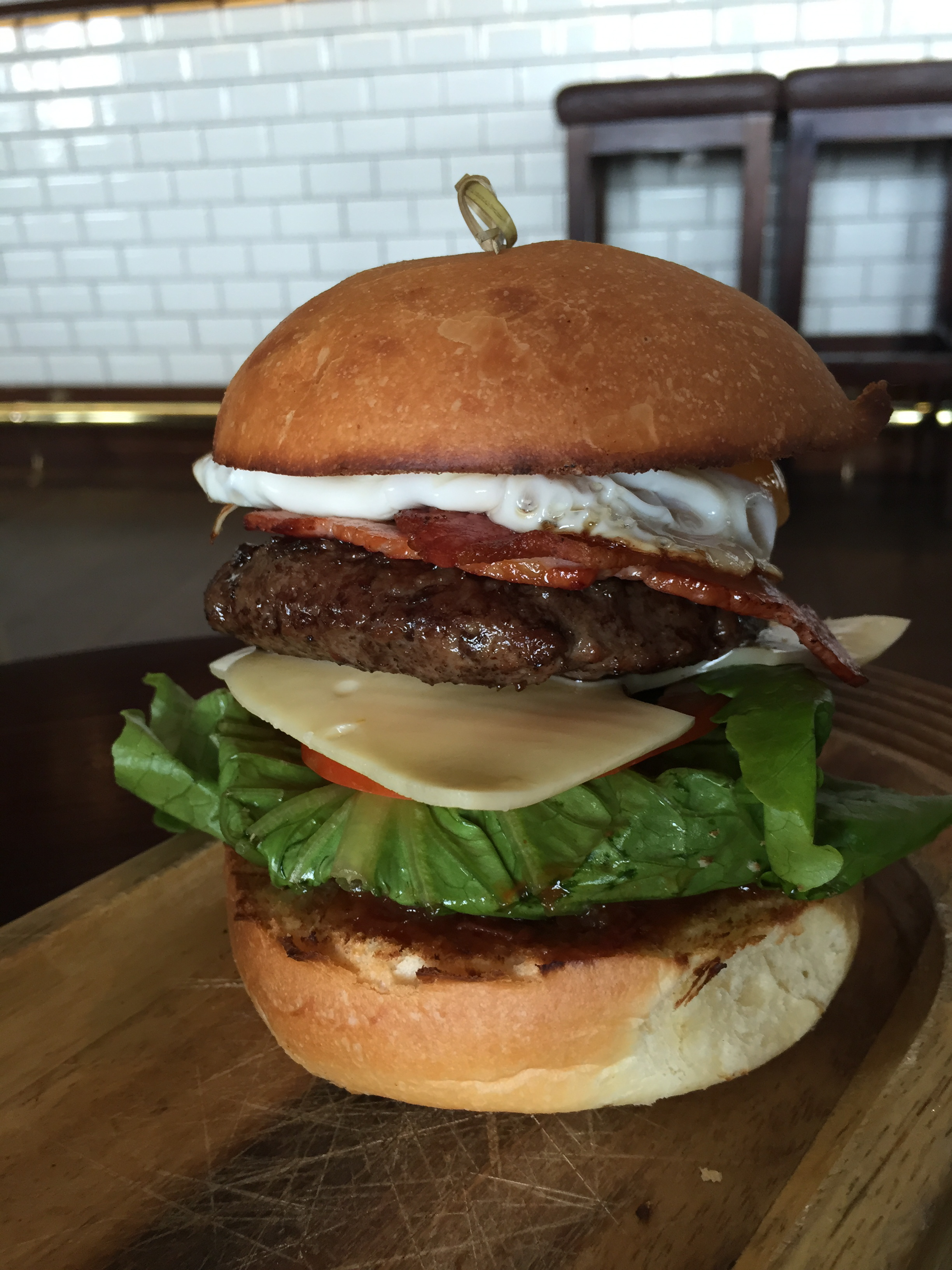
Esempio di un hamburger variamente condito

L'hamburger dagli Stati Uniti d'America si è diffuso in tutto il mondo tramite le multinazionali statunitensi ed europee di ristorazione veloce, ovvero fast food, divenendo anche simbolo dello stile di vita frenetico e consumistico della società moderna. L'hamburger è stato copiato da diverse società alimentari sparse per il mondo, il che ne ha ampliato la conoscenza. La popolarità e la diffusione dell'hamburger hanno raggiunto livelli paragonabili a quelli della pizza.
Il 27 novembre 2006 la catena di fast food McDonald's brevetta i propri hamburger, in modo da uniformare il processo di realizzazione dei panini in ogni ristorante della catena e rendere il procedimento esclusivo per i suoi prodotti.

## Casi d'intossicazione
Il 22 settembre 2007 a Saint Cloud, nel Minnesota, dopo aver mangiato un hamburger poco cotto Stephanie Smith rimase intossicata da Escherichia coli O157: H7, da cui conseguirono gravi patologie e un persistente stato di coma. Ne uscì paralizzata dall'addome ai piedi. Per il caso sono state incriminate una società e due dipendenti a causa della contaminazione dei prodotti in un impianto del Nebraska, nel 2009, ed è stata introdotta la disinfezione della magra di manzo finemente strutturata con ammoniaca e una cottura più calda e prolungata degli hamburger. L'infezione da escherichia coli in seguito all'ingestione di hamburger tossici viene descritta nel libro Sindrome fatale di Robin Cook e ha colpito circa 40 000 statunitensi.